# Chlamydomonadales
Chlamydomonadales F.E.Fritsch, 1927 è un ordine di alghe verdi appartenenti alla classe delle Chlorophyceae.